# Sosippus placidus
Sosippus placidus is een spinnensoort in de taxonomische indeling van de wolfspinnen (Lycosidae).
Het dier behoort tot het geslacht Sosippus. De wetenschappelijke naam van de soort werd voor het eerst geldig gepubliceerd in 1972 door George Stewardson Brady.
De soort komt voor in Florida. Hij staat op de Rode Lijst van de IUCN als kwetsbaar.